# Wapen van Bellingwedde

Wapen van Bellingwedde

Het wapen van Bellingwedde is het gemeentelijke wapen van de gemeente Bellingwedde in de Nederlandse provincie Groningen. Het wapen werd met koninklijk besluit op 23 april 1969 verleend aan de gemeente. Vanaf 2018 is het wapen niet langer als gemeentewapen in gebruik omdat de gemeente Bellingwedde in de nieuwe gemeente Westerwolde op is gegaan.

## Blazoenering
De omschrijving luidt:
"Gegeerd van azuur en goud, de geren van azuur beladen met een lelie van goud, gericht vanuit het middelpunt van het schild: een hartschild geschuinbalkt van azuur en zilver van 10 stukken. Het schild gedekt met een gouden kroon van drie bladeren en twee paarlen."

## Geschiedenis
Tijdens de wapenaanvraag werd gedacht aan het wapen van de Premonstratenzers die te Palmar een klooster hadden dat een centrumfunctie in het gebied zou hebben gehad. De lelies en de kromstaf bleken niet overzichtelijk, een belangrijke heraldische voorwaarde voor een wapen. Ook het klooster als geheel opnemen bleek geen optie, er zou verwarring kunnen optreden met het wapen van Bellingwolde die zo'n ontwerp heeft. Gekozen werd voor een gegeerd schild in goud en blauw, met op de blauwe vakken de lelies van de Premonstratenzers. De blauwe vakken symboliseren tevens de vele overstromingen in het gebied. Op de vlakken werd een hartschild geplaatst met het wapen van Schenck van Toutenburg (tevens wapen van Wedde) de eerste heer van Wedde tijdens de Gelderse overheersing. In 1536 werd de Wedderborg ingenomen door Georg Schenck van Toutenburg die namens keizer Karel V de functie van drost ging bekleden. Schenck van Toutenburg voltooide de uitbreiding aan het gebouw die zijn voorganger was begonnen en liet zijn wapen inmetselen in de toren. Het gemeente wapen werd bekroond met een graven- of gemeentekroon met drie fleurons.

## Afbeeldingen

Wapen van Bellingwolde
Wapen van de Premonstratenzers
Wapen Schenck van Toutenburg

Adorp
· Aduard
· Appingedam
· Baflo
· Bedum
· Beerta
· Bellingwedde
· Bellingwolde
· Bierum
· De Marne
· Delfzijl 
· Eemsmond
· Eenrum
· Ezinge
· Finsterwolde
· Grijpskerk
· Grootegast
· Haren
· Hefshuizen
· Hoogezand
· Hoogezand-Sappemeer
· Hoogkerk
· Kantens
· Kloosterburen
· Leek
· Leens
· Loppersum
· Marum
· Meeden
· Menterwolde
· Middelstum
· Midwolda
· Muntendam
· Nieuweschans
· Nieuwe Pekela
· Nieuwolda
· Noordbroek
· Noorddijk
· Oldehove
· Oldekerk
· Onstwedde
· Oosterbroek
· Oude Pekela
· Reiderland
· Sappemeer
· Scheemda
· Slochteren
· Stedum
· Ten Boer
· Termunten
· Uithuizen
· Uithuizermeeden
· Ulrum
· Usquert
· Vlagtwedde
· Warffum
· Wedde
· Wildervank
· Winschoten
· Winsum
· 't Zandt
· Zuidbroek
· Zuidhorn